# Svenska cupen 2008 (bandy)
Svenska cupen i bandy 2008 vanns av Edsbyns IF, som i finalmatchen mot Villa Lidköping BK vann med 7-6 efter straffslagsläggning i en match som efter ordinarie speltid och sudden death slutade 3-3. Slutspelet spelades i ABB Arena i Västerås under perioden 9-12 oktober 2008.
Efter ett framgångsrikt försök i turneringens slutspel med en nygammal hörnregel, som innebär att ett lag inte kan få mer än en hörna i rad, beslutade Svenska Bandyförbundet att från säsongen 2008/2009 införa regeln i allt seriespel för både seniorer och ungdomar. Regeln säger att om skottet från anfallande lag tar på en försvarare och går ut över kortlinjen blir det ingen ny hörna, utan i stället målvaktens boll.

## Kvalspel
- 19 januari 2008: SSK Sundsvall Bandy-Kalix Bandy 5-18 (gällde även som seriematch i Allsvenskan norra 2007/2008)
- 26 januari 2008: Örebro SK-Sandvikens AIK 3-7
- 26 januari 2008; Finspångs AIK-IFK Motala 4-5
- 27 januari 2008: Ale-Surte BK-IFK Kungälv 3-6
- 29 januari 2008: UNIK Bandy-Hammarby IF 4-11
- 30 januari 2008: Skutskärs IF-Edsbyns IF 3-11
- 30 januari 2008: Gustavsbergs IF-IK Sirius 1-10
- 30 januari 2008: Katrineholm Värmbol BS-Västerås SK 3-13
- 30 januari 2008: Västanfors IF-Tillberga IK 5-7
- 30 januari 2008: Ljusdals BK-Bollnäs GoIF 8-5
- 31 januari 2008: Söderfors GoIF-Broberg/Söderhamn Bandy 3-8
- 31 januari 2008: GAIS-Gripen Trollhättan BK 2-6
- 31 januari 2008: Frillesås BK-Villa Lidköping BK 3-8
- 1 februari 2008: Nässjö IF-IFK Vänersborg 1-8
- 2 februari 2008: BS BolticGöta-Falu BS 3-4
- 3 februari 2008: Tjust BK-Vetlanda BK 2-17

## Gruppspel

### Grupp I
| Nr | Lag                     | S | V | O | F | +/-    | P |
| -- | ----------------------- | - | - | - | - | ------ | - |
| 1  | Broberg/Söderhamn Bandy | 3 | 3 | 0 | 0 | 15 - 6 | 6 |
| 2  | Sandvikens AIK          | 3 | 2 | 0 | 1 | 12 - 8 | 4 |
| 3  | IFK Vänersborg          | 3 | 1 | 0 | 2 | 6 - 9  | 2 |
| 4  | Kalix Bandy             | 3 | 0 | 0 | 3 | 7 - 17 | 0 |

- 9 oktober 2008: Broberg/Söderhamn Bandy-IFK Vänersborg 2-0
- 9 oktober 2008: Kalix Bandy-Sandvikens AIK 2-4
- 10 oktober 2008: IFK Vänersborg-Kalix Bandy 4-2
- 10 oktober 2008: Sandvikens AIK-Broberg/Söderhamn Bandy 3-4
- 11 oktober 2008: Kalix Bandy-Broberg/Söderhamn Bandy 3-9
- 11 oktober 2008: Sandvikens AIK-IFK Vänersborg 5-2

### Grupp II
| Nr | Lag                | S | V | O | F | +/-     | P |
| -- | ------------------ | - | - | - | - | ------- | - |
| 1  | Villa Lidköping BK | 3 | 3 | 0 | 0 | 20 - 7  | 6 |
| 2  | Hammarby IF        | 3 | 2 | 0 | 1 | 15 - 13 | 4 |
| 3  | Tillberga IK       | 3 | 1 | 0 | 2 | 13 - 14 | 2 |
| 4  | Falu BS            | 3 | 0 | 0 | 3 | 6 - 20  | 0 |

- 9 oktober 2008: Tillberga IK-Hammarby IF 5-8
- 10 oktober 2008: Falu BS-Villa Lidköping BK 4-8
- 10 oktober 2008: Tillberga IK-Falu BS 5-1
- 10 oktober 2008: Hammarby IF-Villa Lidköping BK 0-7
- 11 oktober 2008: Hammarby IF-Falu BS 7-1
- 11 oktober 2008: Villa Lidköping BK-Tillberga IK 5-3

### Grupp III
| Nr | Lag                   | S | V | O | F | +/-    | P |
| -- | --------------------- | - | - | - | - | ------ | - |
| 1  | Edsbyns IF            | 3 | 3 | 0 | 0 | 10 - 3 | 6 |
| 2  | Gripen Trollhättan BK | 3 | 2 | 0 | 1 | 7 - 7  | 4 |
| 3  | IFK Motala            | 3 | 1 | 0 | 2 | 6 - 7  | 2 |
| 4  | Ljusdals BK           | 3 | 0 | 0 | 3 | 5 - 11 | 0 |

- 9 oktober 2008: Ljusdals BK-IFK Motala 1-4
- 9 oktober 2008: Edsbyns IF-Gripen Trollhättan BK 4-0
- 10 oktober 2008: Gripen Trollhättan BK-Ljusdals BK 3-2
- 10 oktober 2008: Edsbyns IF-IFK Motala 2-1
- 10 oktober 2008: Edsbyns IF-Ljusdals BK 4-2
- 10 oktober 2008: IFK Motala-Gripen Trollhättan BK 1-4

### Grupp IV
| Nr | Lag         | S | V | O | F | +/-    | P |
| -- | ----------- | - | - | - | - | ------ | - |
| 1  | Västerås SK | 3 | 3 | 0 | 0 | 10 - 2 | 6 |
| 2  | IK Sirius   | 3 | 2 | 0 | 1 | 11 - 3 | 4 |
| 3  | Vetlanda BK | 3 | 1 | 0 | 2 | 9 - 8  | 2 |
| 4  | IFK Kungälv | 3 | 0 | 0 | 3 | 2 - 19 | 0 |

- 9 oktober 2008: Västerås SK-IK Sirius 2-0
- 9 oktober 2008: IFK Kungälv-Vetlanda BK 1-8
- 10 oktober 2008: Västerås SK-Vetlanda BK -
- 10 oktober 2008: IK Sirius-IFK Kungälv 6-0
- 11 oktober 2008: Vetlanda BK-IK Sirius 1-4
- 11 oktober 2008: Västerås SK-IFK Kungälv 5-1

## Slutspel

### Kvartsfinaler
- 11 oktober 2008: Broberg/Söderhamn Bandy-Hammarby IF 3-2
- 11 oktober 2008: Edsbyns IF-IK Sirius 4-2
- 11 oktober 2008: Västerås SK-Gripen Trollhättan BK 10-2
- 11 oktober 2008: Villa Lidköping BK-Sandvikens AIK 4-3

### Semifinaler
- 12 oktober 2008: Broberg/Söderhamn Bandy-Villa Lidköping BK 2-7
- 12 oktober 2008: Edsbyns IF-Västerås SK 3-3, 6-5 efter straffslagsläggning

### Final
- 12 oktober 2008: Villa Lidköping BK-Edsbyns IF 3-3, 6-7 efter straffslagsläggning